# Zungenrollen

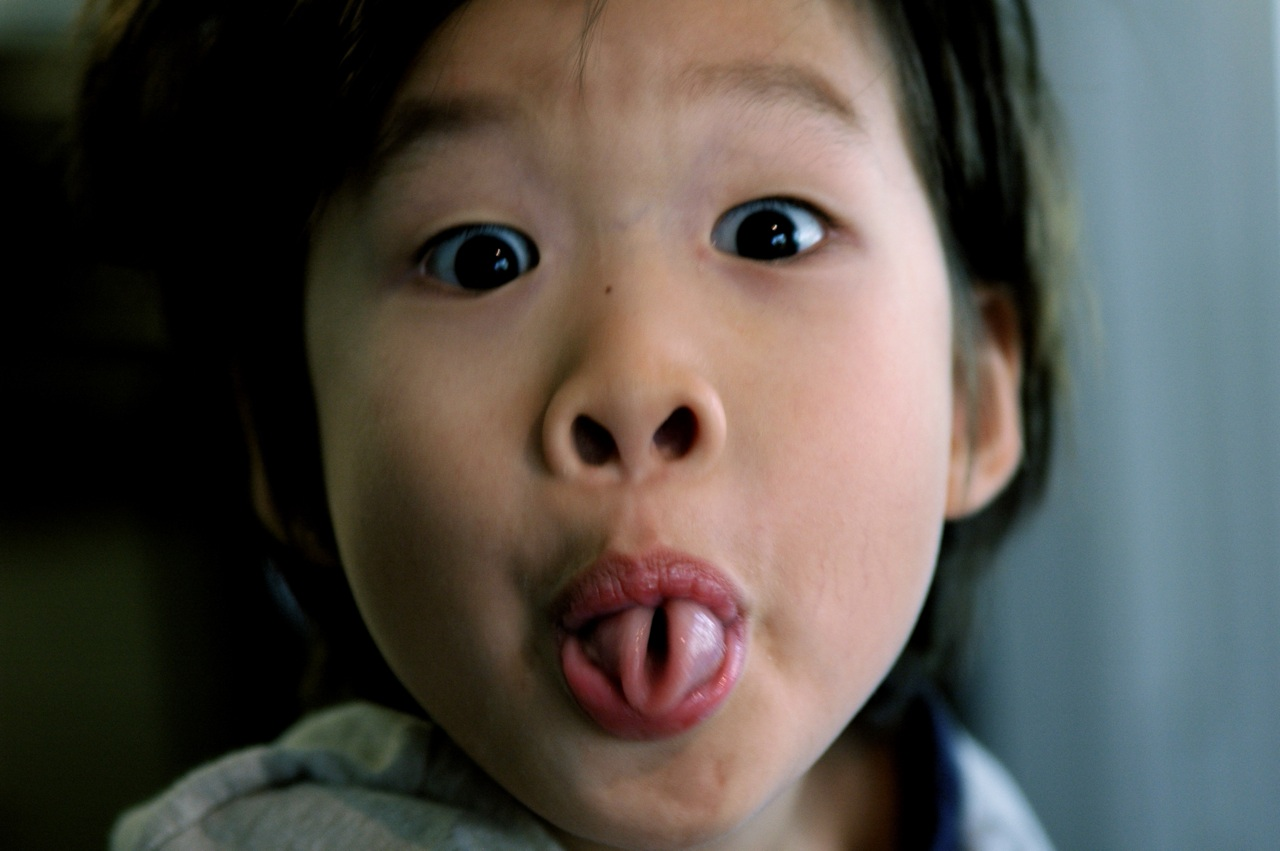
Kind mit gerollter Zunge

Unter Zungenrollen wird die Fähigkeit des überwiegenden Teils der menschlichen Bevölkerung verstanden, die Zunge durch Hochwölbung der seitlichen Ränder röhrenartig zu rollen. Der Anteil der Zungenroller in der Bevölkerung liegt zwischen 65 und 81 %, wobei der Anteil bei Frauen geringfügig höher als bei Männern ist.
Das Zungenrollen galt lange Zeit fälschlicherweise als Beispiel für dominanten Erbgang im mendelschen Sinne. Es zeigte sich allerdings schon in Studien 1940 (Sturtevant) und 1951 (Komai), dass sich zum einen auch Kinder von „Rollern“ zu „Nichtrollern“ entwickeln können und dass zum anderen auch Kinder von „Nichtrollern“ zu „Rollern“ werden können. Darüber hinaus zeigten Zwillingsstudien von Matlock (1952), dass sogar eineiige Zwillinge unterschiedliche Fähigkeiten des Zungenrollens besitzen können.
Nicht alle „Roller“ beherrschen das Zungenrollen von Geburt an. In Studien von Komai (1951) konnte mit 54 Prozent die Mehrheit der untersuchten Roller und Nichtroller die Zunge bereits in einem Alter von sieben Jahren rollen, weitere 22 Prozent erlernten es dann bis zu einem Alter von zwölf Jahren.
Das Zungenrollen erweist sich damit als eine komplexe erworbene Eigenschaft, die sowohl durch mehrere Gene als auch durch Umwelteinflüsse bestimmt wird. Eine klare Zuordnung einer Erblinie ist über das Zungenrollen nicht möglich, insbesondere kann es auch nicht als Nachweis in einem Ausschlussverfahren für ein Abstammungsgutachten dienen.

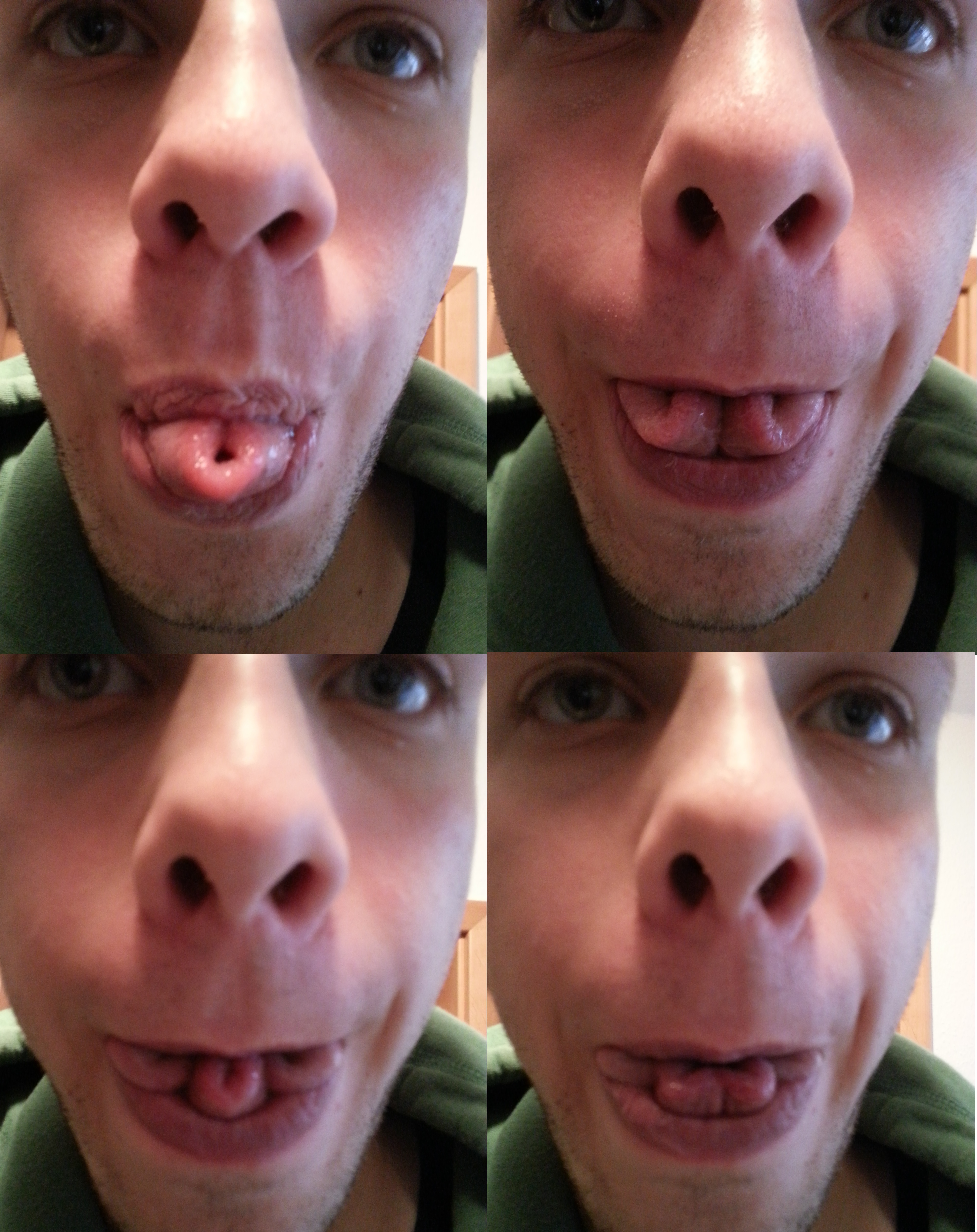
Mann mit 4-fach gerollter Zunge